# Comuna Razgrad, Razgrad
Razgrad (în bulgară Разград) este o comună în regiunea Razgrad, Bulgaria, formată din orașul Razgrad și 21 de sate. 

## Localități componente

### Orașe
- Razgrad

### Sate
| - Balkanski - Blagoevo - Cerkovna - Deankovo - Dreanoveț - Ghețovo - Iasenoveț | - Kicenița - Lipnik - Mortagonovo - Nedoklan - Oseneț - Ostrovce - Pobit Kamăk | - Poroiște - Prostorno - Radingrad - Rakovski - Strajeț - Topcii - Ușinți |

## Demografie
Componența etnică a comunei Razgrad
     Romi (3,03%)
     Turci (27,97%)
     Bulgari (60%)
     Nicio identificare (8,46%)
     Altele (0,51%)
La recensământul din 2011, populația comunei Razgrad era de 51.095 locuitori. Din punct de vedere etnic, majoritatea locuitorilor (60,0%) erau bulgari, existând și minorități de turci (27,97%) și romi (3,03%). Pentru 8,46% din locuitori nu este cunoscută apartenența etnică.